# Ristijärvi (sjö i Finland, Södra Österbotten)
Ristijärvi är en sjö i Finland. Den ligger i kommunen Kauhava i landskapet Södra Österbotten, i den centrala delen av landet, 300 km norr om huvudstaden Helsingfors. Ristijärvi ligger 65,5 meter över havet. Arean är 2,2 hektar och strandlinjen är 0,67 kilometer lång. Sjön  ingår i Lappo å huvudavrinningsområde.   I omgivningarna runt Ristijärvi växer i huvudsak blandskog.